# Giuseppe Bisantis
Giuseppe Bisantis (Catanzaro, 6 agosto 1969) è un giornalista sportivo e radiocronista italiano.

## Biografia
Laureato in Scienze Politiche, è divenuto giornalista professionista dopo aver vinto un Master alla Scuola di giornalismo di Perugia. 
Nel 1998 viene assunto dalla Rai presso la redazione di Venezia e dal Veneto inizia le prime corrispondenze all'interno della trasmissione Tutto il calcio minuto per minuto.
Dal 2002 lavora presso la redazione sportiva del Giornale Radio Rai ed inizia a lavorare in pianta stabile nel programma. Nei primi anni viene impiegato come inviato a bordo campo nei campi della Serie A e come radiocronista in quelli della Serie B. In seguito a partire dal 2005 commenta sempre più spesso le partite della massima serie, diventando in breve tempo una delle principali voci sia per il campionato che per le coppe europee. 
Dall'agosto 2008 succede al collega Livio Forma come voce ufficiale della Nazionale di calcio dell'Italia Under-21. È stato presente anche ai Mondiali di calcio di Germania nel 2006, Sudafrica 2010, Brasile 2014, Russia 2018 e Qatar 2022 oltre che ai Campionati europei in Austria e Svizzera nel 2008, in Polonia e Ucraina nel 2012, in Francia nel 2016, Euro 2020 (2021) ed infine Germania 2024. 
Ha al suo attivo anche cinque edizioni dei Giochi Olimpici; in particolare a partire da Londra 2012 diviene la voce ufficiale della scherma succedendo al collega Andrea Coco, infortunatosi alla vigilia della trasferta londinese. È tifoso del  Catanzaro.